# رودولفو رودریگز (بازیکن فوتبال اروگوئه‌ای)
رودولفو رودریگز (اسپانیایی: Rodolfo Rodríguez‎؛ زادهٔ ۲۰ ژانویهٔ ۱۹۵۶) بازیکن فوتبال اهل اروگوئه بود.
از باشگاه‌هایی که در آن بازی کرده‌است می‌توان به باشگاه ورزشی پورتوگیزا، باشگاه ورزشی باهیا، باشگاه فوتبال اسپورتینگ، باشگاه فوتبال ناسیونال (اروگوئه)، باشگاه فوتبال سرو، و باشگاه فوتبال سانتوس اشاره کرد.
وی همچنین در تیم ملی فوتبال اروگوئه بازی کرده‌است.